# Bill Cardoso
Pour les articles homonymes, voir Cardoso.
William Joseph Cardoso, dit Bill Cardoso (24 septembre 1937 - 26 février 2006), était un journaliste américain connu pour avoir inventé le terme de journalisme gonzo.
Cardoso est né à Cambridge (Massachusetts) et a grandi à Somerville (Massachusetts). Il était le plus jeune d'une fratrie de trois garçons et a eu une fille, Linda Cardoso.
Il étudia le journalisme à l'Université de Boston puis rejoignit The Boston Globe avant de rapidement devenir rédacteur en chef du Sunday Globe. Il s'installa finalement en Californie. Il écrivit beaucoup au cours des années 1960 et 1970 dans des publications telles que Crawdaddy! (en), Harper's Weekly, New Times,
Ramparts, et Rolling Stone. Il était un bon ami de Hunter S. Thompson et était présent au légendaire Rumble in the Jungle (relaté dans son livre KO à la 8e reprise).
En 1984 son travail a été assemblé en un volume intitulé The Maltese Sangweech and Other Heroes. Il partagea également ses souvenirs d'Hunter S. Thompson avec E. Jean Caroll pour la biographie Hunter qu'elle rédigea en 1993.
Cardoso décéda d'une crise cardiaque très tôt dans la matinée du 26 février 2006, chez lui à Kelseyville (Californie), alors âgé de 68 ans.

## Œuvre traduite en français
- KO à la 8e reprise, trad. Danielle Orhan, Renaud Toulemonde, Allia, Paris, 2016, 112 p.  (ISBN 979-10-304-0091-5).